# 村尾次郎
村尾 次郎（むらお じろう、1914年（大正3年）9月20日 - 2006年（平成18年）12月9日）は、日本の歴史学者。東京大学文学博士。

## 来歴・人物
静岡県浜松市の医家（父は医学博士・圭介。松籟と号す）に生まれた。虎童子と号す。考証学者・村尾元融は、血縁の父祖にあたる。
横浜一中、静岡高等学校卒業後、1936年（昭和11年）、東京帝国大学文学部国史学科に進学後は平泉澄の内弟子となった。1940年（昭和15年）、卒業と同時に東京帝国大学文学部助手となるも、1943年（昭和18年）3月に応召される。歩兵より船舶兵科に転じ、陸軍船舶幹部候補生隊本部教官。
戦後は古代史専攻の研究者となり、1961年（昭和36年）に「律令財政史の研究」で東京大学より文学博士の学位を受けた。1951年（昭和26年）から富士短期大学に勤務。1956年（昭和31年）、文部省の教科書検定調査の任務に就き（文部省主任教科書調査官）、1965年（昭和40年）に家永三郎の「教科書訴訟」が起こると、被告の国側証人として東京地裁の法廷に立つこと三回に及んだ。1975年（昭和50年）、定年退官。日本の伝統文化を重視した高校教科書「最新日本史」を執筆。
東京帝国大学・拓殖大学・海軍経理学校・富士短期大学・大東文化大学・中央大学・東京教育懇話会・日華交流教育会議・国語問題協議会・全国地名保存連盟・大倉精神文化研究所・日韓文化協会・日本学協会・月曜評論社・全国進路研究所・神社新報社等に関係し、また「日本の建国を祝う会」会長、日本会議代表委員も務めた。中辻和彦・持丸博等が雑誌『論争ジャーナル』を立ち上げるにあたって、発足時から助言・指導を与えた。

## 逸話
- 村尾は平泉澄について、「先師平泉澄先生は、「険難の一路を進め」と教へられました。また先考の庭訓には、「進路の選択に迷ふときは、一身の利害を以て決せず、人の回避する方角を選べ」とありました。人生の指針としては、極めて厳しいことでありますが、幸ひ私には師父の教訓を受けて立つ血気があり、‥‥曲学阿世、怯懦変節の譏りは免れて今日あるを、悦びと致してをります[2]」と述べている。
- 所功は、「村尾先生の歴史研究は、全時代の多方面に亘るが、学術書も啓蒙書も、一字一句を忽せにせられない。それは終生の恩師と仰ぐ平泉澄博士から学び取られたものであろう。しかも、その古武士のような風格と江戸つ子の粋とを兼ね備えた、稀有の歴史家であられた」[3]と評している。

## 著書
- 『運命の学としての歴史学』 立花書房、1953年（昭和28年）5月
- 『律令制の基調』（塙選書）塙書房、1960年（昭和35年）1月
- 『律令財政史の研究』（日本史学研究叢書）吉川弘文館、1961年（昭和36年）3月／増訂版1964年（昭和39年）9月、新版1978年
- 『桓武天皇』（人物叢書）吉川弘文館、1963年（昭和38年）10月、新装版1987年（昭和62年）
- 『奈良時代の文化』（日本歴史新書）至文堂、1962年（昭和37年）、増補版1966年（昭和41年）11月
- 『よみがえる日本の心－維新の靴音』 日本教文社、1968年（昭和43年）2月
- 『気骨の彫刻』 富士短期大学出版部、1969年（昭和44年）5月
- 『教科書調査官の発言』 原書房、1969年（昭和44年）6月
- 『民族の生命の流れ－日本全史』 日本教文社（日本人のための国史叢書・上下）、1965年（昭和40年）2-8月
  - 『民族の生命の流れ』 日本教文社（増訂版・全1冊）、1973年（昭和48年）8月、再版1981年
- 『逆巻く大正－戦後体制の原型』 日本教文社、1976年（昭和51年）2月
- 『神の森と人間』 PHP研究所、1978年（昭和53年）12月
- 『真景明治憲法制定史話』 明治神宮崇敬会、1986年（昭和61年）4月
- 『傳統意識の美學』 島津書房、1987年（昭和62年）3月
- 『士風吟醸』（傳統文化叢書一）錦正社、1994年（平成6年）1月
- 『鎮魂の賦』（傳統文化叢書三）錦正社、1995年（平成7年）8月
- 『小咄 燗徳利　昭和晩期世相戯評』 小村和年編、錦正社、2023年（令和5年）2月

- 編著『蘇峰 要約近世日本国民史3 徳川氏時代 上』 時事通信社、1967年（昭和42年）6月
- 解説『明治天皇詔勅謹解』 明治神宮編、講談社、1973年（昭和48年）1月
- 解説『明治天皇のみことのり－日本のいのちを貫くもの』 明治神宮編、日本教文社、1975年（昭和50年）11月。明治神宮で再版
- 監修『正説日本史』 原書房、1980年（昭和55年）7月
- 監修『新編日本史のすべて　新しい日本史教科書の創造へ』 原書房、1987年（昭和62年）6月
- 『平成七年八月十五日まで』 國民會館（前年9月の講演冊子）、1995年（平成7年）3月
- 『真砂路　虎童子遍歴記録』（私家版）、1997年（平成9年）
- 『松籟 父を語る』（私家版）、1998年（平成10年）